# Тутлейммозым
Тутлейммозым — река в России, протекает по Ханты-Мансийскому району Ханты-Мансийского АО. Является левой составляющей реки Итьях, правая — Ай-Тутлейммозым. Длина реки составляет 39 км.
Река протекает в безлюдной болотистой местности преимущественно на юг, ближе к устью поворачивает на юго-запад. В бассейне реки много небольших озёр: Тутлеймлор, Евралор, Пикинкоптор и другие. Высота устья — 68,6 м над уровнем моря.

## Данные водного реестра
По данным государственного водного реестра России относится к Верхнеобскому бассейновому округу, водохозяйственный участок реки — Обь от города Нефтеюганск до впадения реки Иртыш, речной подбассейн реки — Обь ниже Ваха до впадения Иртыша. Речной бассейн реки — (Верхняя) Обь до впадения Иртыша.
Код объекта в государственном водном реестре — 13011100212115200051489.